# Varppeenkallio
Varppeenkallio är en kulle i Finland. Den ligger i Virmo i landskapet Egentliga Finland, i den sydvästra delen av landet, 170 km väster om huvudstaden Helsingfors. Toppen på Varppeenkallio är 73 meter över havet.
Terrängen runt Varppeenkallio är huvudsakligen platt. Runt Varppeenkallio är det glesbefolkat, med 20 invånare per kvadratkilometer. Närmaste större samhälle är Mynämäki, 5,4 km sydväst om Varppeenkallio. I omgivningarna runt Varppeenkallio växer i huvudsak barrskog.